# Ligue européenne de hockey 1999-2000
Navigation
EHL 1999 Coupe des champions 2005
La Ligue européenne de hockey 1999-2000 est la 4e et dernière édition de la de la Ligue européenne de hockey organisée par la fédération internationale. Elle se déroula du 21 septembre 1999 au 6 février 2000.

## Premier tour
3 points sont attribués pour une victoire en temps règlementaire, 2 pour une victoire après prolongation, 1 pour une défaite en prolongation.

### Groupe A
| Equipe #1               | Score    | Equipe #2               |
| ----------------------- | -------- | ----------------------- |
| Metallourg Magnitogorsk | 5:2      | HC Slovnaft Vsetín      |
| HC Slovan Bratislava    | 3:2      | EC Villacher            |
| HC Slovnaft Vsetín      | 2:3      | HC Slovan Bratislava    |
| EC Villacher            | 3:6      | Metallourg Magnitogorsk |
| Metallourg Magnitogorsk | 1:2      | HC Slovan Bratislava    |
| HC Slovnaft Vsetín      | 3:4 (ap) | EC Villacher            |
| HC Slovan Bratislava    | 3:4 (ap) | Metallourg Magnitogorsk |
| EC Villacher            | 6:2      | HC Slovnaft Vsetín      |
| Metallourg Magnitogorsk | 5:6 (ap) | EC Villacher            |
| HC Slovan Bratislava    | 6:1      | HC Slovnaft Vsetín      |
| HC Slovnaft Vsetín      | 3:4      | Metallourg Magnitogorsk |
| EC Villacher            | 3:1      | HC Slovan Bratislava    |

#### Classement
| Rang | Equipe                  | Points |
| 1    | HC Slovan Bratislava    | 13     |
| 2    | Metallourg Magnitogorsk | 12     |
| 3    | EC Villacher            | 10     |
| 4    | HC Slovnaft Vsetín      | 1      |

### Groupe B
| Equipe #1        | Score    | Equipe #2        |
| ---------------- | -------- | ---------------- |
| Brynäs IF        | 5:4 (ap) | HC Sparta Prague |
| Manchester Storm | 3:5      | HIFK             |
| HIFK             | 5:0      | Brynäs IF        |
| HC Sparta Prague | 2:1 (ap) | Manchester Storm |
| Brynäs IF        | 4:1      | Manchester Storm |
| HIFK             | 6:3      | HC Sparta Prague |
| Manchester Storm | 1:4      | HC Sparta Prague |
| Brynäs IF        | 4:6      | HIFK             |
| HC Sparta Prague | 12:1     | HIFK             |
| Manchester Storm | 4:5 (ap) | Brynäs IF        |
| HC Sparta Prague | 4:1      | Brynäs IF        |
| HIFK             | 6:3      | Manchester Storm |

#### Classement
| Rang | Equipe           | Points |
| 1    | HIFK             | 15     |
| 2    | HC Sparta Prague | 12     |
| 3    | Brynäs IF        | 7      |
| 4    | Manchester Storm | 2      |

### Groupe C
| Equipe #1      | Score    | Equipe #2      |
| -------------- | -------- | -------------- |
| TPS Turku      | 1:4      | Modo           |
| Adler Mannheim | 4:5 (ap) | Vålerenga      |
| Modo           | 4:0      | Adler Mannheim |
| Vålerenga      | 2:3 (ap) | TPS Turku      |
| TPS Turku      | 5:4      | Adler Mannheim |
| Modo           | 8:0      | Vålerenga      |
| Vålerenga      | 2:3      | Modo           |
| Adler Mannheim | 2:6      | TPS Turku      |
| TPS Turku      | 5:0      | Vålerenga      |
| Adler Mannheim | 1:6      | Modo           |
| Modo           | 1:2      | TPS Turku      |
| Vålerenga      | 5:0      | Adler Mannheim |

#### Classement
| Rang | Equipe         | Points |
| 1    | Modo           | 16     |
| 2    | TPS Turku      | 14     |
| 3    | Vålerenga      | 6      |
| 4    | Adler Mannheim | 1      |

### Groupe D
| Equipe #1           | Score    | Equipe #2           |
| ------------------- | -------- | ------------------- |
| Nürnberg Ice Tigers | 2:1      | HK Dinamo Moscou    |
| HC Lugano           | 4:3      | HC Amiens Somme     |
| HK Dinamo Moscou    | 7:2      | HC Lugano           |
| HC Amiens Somme     | 0:4      | Nürnberg Ice Tigers |
| HK Dinamo Moscou    | 3:0      | HC Amiens Somme     |
| Nürnberg Ice Tigers | 4:3      | HC Lugano           |
| HC Amiens Somme     | 0:5      | HK Dinamo Moscou    |
| HC Lugano           | 4:3 (ap) | Nürnberg Ice Tigers |
| HC Lugano           | 3:1      | HK Dinamo Moscou    |
| Nürnberg Ice Tigers | 8:2      | HC Amiens Somme     |
| HC Amiens Somme     | 0:6      | HC Lugano           |
| HK Dinamo Moscou    | 1:2 (ap) | Nürnberg Ice Tigers |

#### Classement
| Rang | Equipe              | Points |
| 1    | Nürnberg Ice Tigers | 15     |
| 2    | HC Lugano           | 11     |
| 3    | HK Dinamo Moscou    | 10     |
| 4    | HC Amiens Somme     | 0      |

## Quarts de finale
| Equipe #1               | Score            | Equipe #2               |
| ----------------------- | ---------------- | ----------------------- |
| TPS Turku               | 5:3              | HIFK                    |
| Metallourg Magnitogorsk | 4:0              | Modo                    |
| HC Lugano               | 5:2              | HC Slovan Bratislava    |
| HC Sparta Prague        | 4:0              | Nürnberg Ice Tigers     |
| HIFK                    | 3:2 (0:1 t.a.b.) | TPS Turku               |
| Modo                    | 6:4 (0:1 t.a.b.) | Metallourg Magnitogorsk |
| HC Slovan Bratislava    | 5:6              | HC Lugano               |
| Nürnberg Ice Tigers     | 2:3              | HC Sparta Prague        |

## Dernier carré
Disputé les 5 et 6 février à Lugano, Suisse.

### Demi-finales
| Equipe #1               | Score | Equipe #2        |
| ----------------------- | ----- | ---------------- |
| Metallourg Magnitogorsk | 5:3   | TPS Turku        |
| HC Lugano               | 2:3   | HC Sparta Prague |

### Match pour la3eplace
| Equipe #1 | Score | Equipe #2 |
| --------- | ----- | --------- |
| HC Lugano | 1:6   | TPS Turku |

### Finale
| Equipe #1               | Score | Equipe #2        |
| ----------------------- | ----- | ---------------- |
| Metallourg Magnitogorsk | 2:0   | HC Sparta Prague |

## Effectif vainqueur
| Vainqueurs HK Metallourg Magnitogorsk | Gardiens de but : Igor Karpenko, Sergueï Zemtchenok, Boris Tortounov Défenseurs : Vladimir Antipine, Vadim Glovatski, Oleg Leontiev, Aleh Mikoultchyk, Valeri Nikouline, Andreï Sapojnikov, Igor Zemlianoï, Andreï Sokolov, Sergueï Tertychny Attaquants : Maksim Bets, Sergueï Gomoliako, Ravil Gousmanov, Valeri Karpov, Aleksandr Korechkov, Ievgueni Korechkov, Andreï Koudinov, Sergueï Ossipov, Andreï Petrakov, Dmitri Popov, Vitali Prokhorov, Andreï Razine, Alekseï Stepanov Entraîneur en chef : Valeri Belooussov |